# Нитрат кобальта(II)
Нитрат кобальта(II) — неорганическое соединение, соль металла кобальта и азотной кислоты с формулой Co(NO3)2,
красные кристаллы,
хорошо растворяется в воде,
образует кристаллогидраты.

## Получение
- Растворение в разбавленной азотной кислоте кобальта, его оксида, гидроксида или карбоната:

{\displaystyle {\mathsf {Co+4HNO_{3}\ {\xrightarrow {}}\ Co(NO_{3})_{2}+2NO_{2}+2H_{2}O}}}
{\displaystyle {\mathsf {CoO+2HNO_{3}\ {\xrightarrow {}}\ Co(NO_{3})_{2}+H_{2}O}}}
- Кристаллизуется в виде красных призматических кристаллов гексагидрата:

{\displaystyle {\mathsf {CoCO_{3}+2HNO_{3}+6H_{2}O\ \xrightarrow {} \ Co(NO_{3})_{2}\cdot 6H_{2}O+CO_{2}\uparrow +H_{2}O}}}

## Физические свойства
Нитрат кобальта(II) образует розовые кристаллы
кубической сингонии,
параметры ячейки a = 0,741 нм.
Растворяется в воде, этаноле, ацетоне, диоксане, тетрагидрофуране.
Образует кристаллогидраты состава Co(NO3)2•n H2O, где n = 1, 2, 3, 4, 5, 6, 9.
С аммиаком образует аддукты вида Co(NO3)2•n NH3, где n = 2, 6 и 9.

## Химические свойства
- Разлагается при нагревании:

{\displaystyle {\mathsf {2Co(NO_{3})_{2}\ {\xrightarrow {100^{o}C}}\ 2CoO+4NO_{2}+O_{2}}}}